# Xerodes rufescentaria
Zethenia rufescentaria là một loài bướm đêm trong họ Geometridae.